# Bossangoa
Bossangoa è una subprefettura della Prefettura di Ouham, nella Repubblica Centrafricana.